# Adolf Gallwitz
Adolf Gallwitz (* 1951) ist ein deutscher Polizei-Psychologe und Psychotherapeut sowie Profiler an der Polizeihochschule in Villingen-Schwenningen.
Gallwitz arbeitete von 2000 bis 2001 für die Vereinten Nationen als Gutachter am Internationalen Gerichtshof in Den Haag.

## Leben
Nach dem Abitur im Jahr 1970 studierte Adolf Gallwitz an der Ludwig-Maximilians-Universität München Mathematik und Physik an der Uni Erziehungswissenschaften und Psychologie. Er legte 1973 an der Universität Erlangen die Lehramtsprüfung ab. 1977 absolvierte er in Erlangen die Diplom-Hauptprüfung für Psychologie. An der Universität Ulm, Bochum und Erlangen studierte er Humanmedizin. Von 1976 bis 1982 war er wissenschaftlicher Assistent und Assistenzarzt bei H.H. Wieck an der Universität Erlangen, später wissenschaftlicher Angestellter an der Bundesakademie in Mannheim. In dieser Zeit war er zusammen mit Siegfried Lehrl Mitbegründer und Gesellschafter der Gesellschaft für angewandte medizinische Forschung (AnfoMed) und Stipendiat der Dr.-Robert-Pfleger-Stiftung (Bamberg). Es folgten Berufsjahre am Bundeswehrkrankenhaus Ulm in Ulm, am Zentrum Innere Führung in Koblenz, bei den Vereinten Nationen und an der Hochschule der Polizei in Villingen-Schwenningen.
1996 begann er als Dozent an der Polizeihochschule in Villingen-Schwenningen. Dort war er bis zum Ruhestand 2013 als Hochschullehrer und Prodekan der Sozialwissenschaftlichen Fakultät sowie als Gutachter bei den Vereinten Nationen (am Internationalen Gerichtshof in Den Haag) und Berater bei Polizeieinsätzen tätig. Er ist Initiator bundesweiter Präventionskampagnen zu sexuellen Gewalt gegen Kinder und arbeitete auch mehrere Jahre in den Vereinigten Staaten für US-Bundesbehörden.
Er war Gast in fast allen namhaften Talkshows im deutschen Fernsehen (J.B. Kerner, G. Jauch, M. Lanz u.a): Im Herbst 2000 wurde er voN Innenminister Schönbohm von Baden-Württemberg nach Potsdam geholt, um dort die Fahndung nach „Deutschlands meistgesuchtesten Täters“, dem aus dem Maßregelvollzug geflüchteten Frank Schmökel vom Polizeipräsidium Frankfurt/Oder aus mit zu unterstützen. Es waren über 5000 Polizeibeamte aus ganz Deutschland, die größte jemals eingesetzte Hundestaffel und Jagdbomber der Bundeswehr mit Wärmebildkameras im Einsatz. Gallwitz managte auch die gesamte Öffentlichkeitsarbeit, analysierte zusammen mit Profilern des Bka zusammen die eingehenden Hinweise, das über 1000-seitige Tagebuch des Flüchtigen und hatte wesentlichen Erfolg an der Festnahme des Flüchtigen (vgl. dazu auch den Film in der ZDF-Mediathek „Der Mörder am Gartenzaun“).
Er ist Kenner der US-amerikanischen Polizeiarbeit in diesem Deliktsbereich und war mehrere Jahre wissenschaftlicher Berater und Profilfahnder der Fernsehsendung „Fahndungsakte“ (Sat.1). Seine Spezialgebiete sind Menschenführung in Extremsituationen, sexuelle Devianz, Jugendgewalt und Medien. Seit einigen Jahren beschäftigt er sich auch mit der Vorbereitung der Gesellschaft auf die pandemische Form der Vogelgrippe. Er hat neben vielen Aufsätzen gemeinsam mit Manfred Paulus auch mehrere Bücher über Kindesmissbrauch, Pädophilie und Kinderprostitution in Deutschland herausgebracht. Weitere wiss. Aufsätze gibt es im Bereich Neurologie-Psychiatrie, Urologie und Führungslehre. Außerdem war er an den Büchern Notsignale aus dem Klassenzimmer (1. und 2. Auflage) (Hrsg. S. Springmann-Preis), Impotenz (Hrsg. Bähren) und Dem Entsetzen täglich in die Fratze sehen (Hrsg. R. Riess) beteiligt.

## Schriften
- mit Manfred Paulus: Grünkram – Die Kinder-Sex-Mafia in Deutschland. Verlag Deutsche Polizeiliteratur, Hilden 1997, ISBN 3-8011-0376-5.
- mit Manfred Paulus: Kinderfreunde – Kindermörder. Verlag Deutsche Polizeiliteratur, Hilden 2000, ISBN 3-8011-0464-8.
- (Hrsg.): Horrorkids. Verlag Deutsche Polizeiliteratur, Hilden 2000, ISBN 3-8011-0432-X.
- mit Manfred Paulus: Pädokriminalität weltweit. Verlag Deutsche Polizeiliteratur, Hilden 2009, ISBN 978-3-8011-0598-3.